# Єрмакова Гар
Єрмако́ва Гар (рос. Ермакова Гарь) — присілок у складі Кічменгсько-Городецького району Вологодської області, Росія. Входить до складу Кічмензького сільського поселення.

## Населення
Населення — 21 особа (2010; 30 у 2002).
Національний склад (станом на 2002 рік):
- росіяни — 94 %